# Dub v Klatovech
Dub v Klatovech je památný strom v Klatovech. Zdravý dub letní (Quercus robur) roste v Kollárově ulici mezi chodníkem a vozovkou, nedaleko Drnového potoka. Dub dosahuje do výšky 26 m a obvod jeho kmene měří 365 cm (měření 2004). Chráněn od roku 1997 pro svůj vzrůst a věk.

## Stromy v okolí
- Beňovská lípa
- Dub u Pazderny - Klatovy
- Dub v Bezděkovském parku
- Javor u klatovské pošty